# Герлах фон Ербах
Герлах фон Ербах (на немски: Gerlach von Erbach; Gerlach von Erbach-Erbach Bischof von Worms; * 13 век; † 18 декември 1332) от род Ербах, е избран през 1329 г. за епископ, електор/администратор на Вормс.

## Живот
Той е син на шенк Еберхард V фон Ербах-Ербах († 1303) и съпругата му Агнес Райц фон Бройберг († 1302), дъщеря на Еберхард фон Бройберг († 1286) и Мехтилд фон Бюдинген († сл. 1274), дъщеря на Герлах II фон Бюдинген († 1245) и графиня Мехтилд фон Цигенхайн († 1229).
Герлах е през 1324 г. домхер в Шпайер, архдякон и провост на „църквата Всички Светии“ в Шпайер. През 1329 г. той е избран за епископ, електор/администратор на Вормс. Император Лудвиг IV му дава регалиите (iura regalia, кралски права).
Той умира на 18 декември 1332 г. и е погребан пред олтара на „Св. Мартин“ в катедралата на Вормс. Вероятно е убит.